# 统一与联合
统一与联合（CiU; IPA：[kumbərˈʒɛnsiə j uniˈo]）是一個西班牙加泰罗尼亚的加泰羅尼亞民族主義选举联盟。这是一个由两個政党组成的联盟，一個是规模较大的加泰罗尼亚民主统一和一個較小的政黨加泰罗尼亚民主联盟。該黨已於2015年6月17日解散。

## 另見
- 西班牙政黨列表
- 西班牙自治區